# Pseudagrion deconcertans
Pseudagrion deconcertans là một loài chuồn chuồn kim trong họ Coenagrionidae.
Loài này được xếp vào sách Đỏ của IUCN năm 2008.
Pseudagrion deconcertans được miêu tả khoa học năm 1968 bởi Aguesse.